# Trachydora pygaea
Trachydora pygaea là một loài bướm đêm thuộc họ Cosmopterigidae. Loài này có ở Úc.

## Hình ảnh

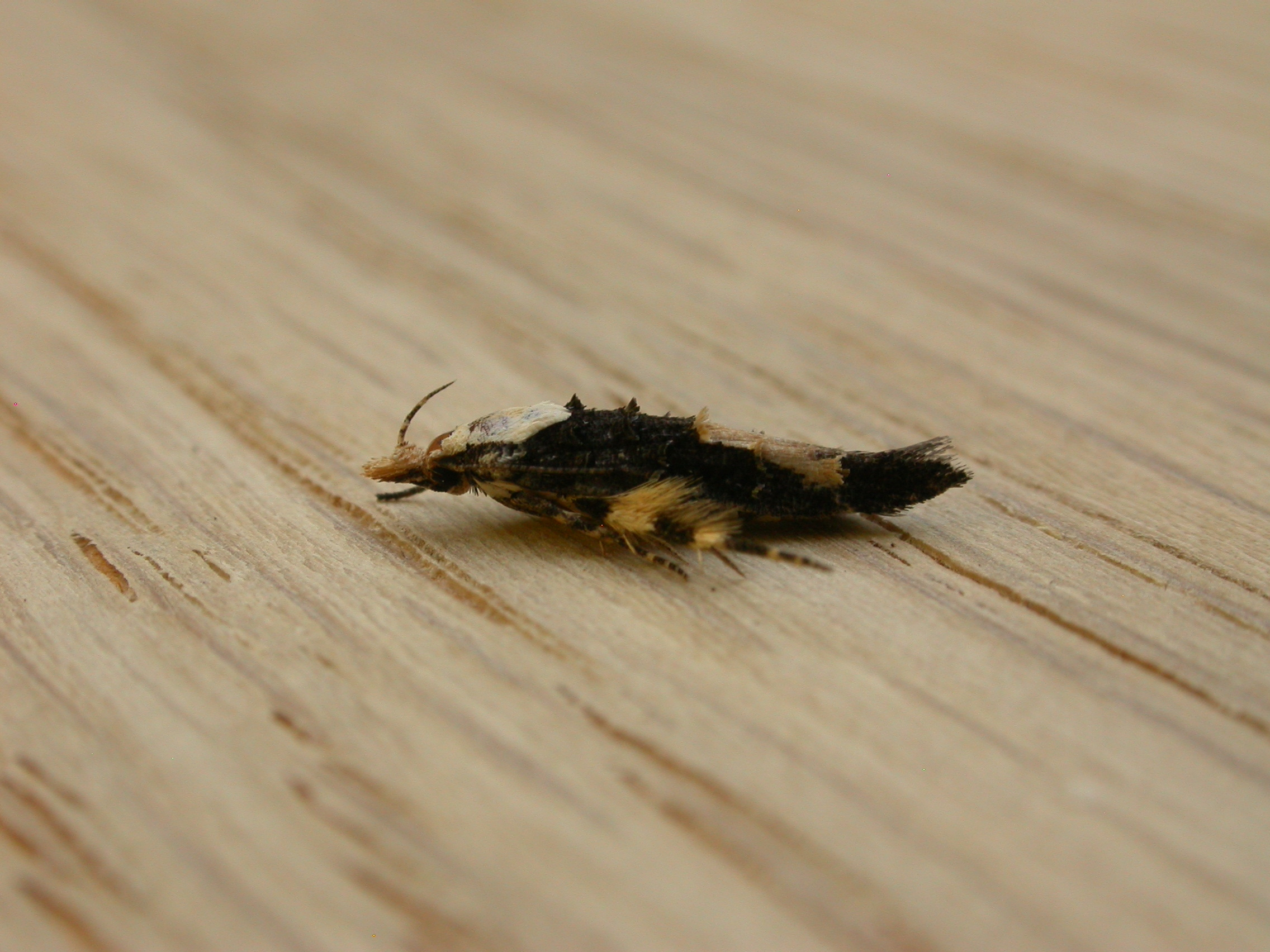